# Associazione Sportiva Reggina 1969-1970
Questa pagina raccoglie i dati riguardanti l'Associazione Sportiva Reggina nella stagione 1969-1970.

## Stagione
La squadra, allenata da Ezio Galbiati, ha concluso la sua quinta stagione consecutiva in Serie B in sesta posizione, vincendo 13 partite, pareggiandone 15 e perdendone 10 - realizzando 39 reti e subendone 34.

## Rosa
| N. |                   | Ruolo | Calciatore         |
| -- | ----------------- | ----- | ------------------ |
| -  | Italia (bandiera) | P     | Luigi Ferrari      |
| -  | Italia (bandiera) | P     | Bruno Jacoboni     |
| -  | Italia (bandiera) | D     | Bruno Divina       |
| -  | Italia (bandiera) | D     | Galeazzo Bello     |
| -  | Italia (bandiera) | D     | Domenico Grossi    |
| -  | Italia (bandiera) | D     | Nedo Sonetti       |
| -  | Italia (bandiera) | C     | Franco Tacelli     |
| -  | Italia (bandiera) | C     | Giovanni Pirola    |
| -  | Italia (bandiera) | C     | Gilberto Perucconi |
| -  | Italia (bandiera) | C     | Fabio Ferrario     |
| -  | Italia (bandiera) | C     | Paolo Lombardo     |
| -  | Italia (bandiera) | C     | Giovanni Toschi    |

| N. |                   | Ruolo | Calciatore         |
| -- | ----------------- | ----- | ------------------ |
| -  | Italia (bandiera) | C     | Vito Florio        |
| -  | Italia (bandiera) | C     | Antonio Bongiorni  |
| -  | Italia (bandiera) | C     | Flavio Del Barba   |
| -  | Italia (bandiera) | C     | Rosario Sbano      |
| -  | Italia (bandiera) | C     | Claudio Capogna    |
| -  | Italia (bandiera) | A     | Luigino Vallongo   |
| -  | Italia (bandiera) | A     | Gabriele Guizzo    |
| -  | Italia (bandiera) | D     | Mario Pesce        |
| -  | Italia (bandiera) | D     | Roberto Capiotto   |
| -  | Italia (bandiera) | D     | Gianfranco Clerici |
| -  | Italia (bandiera) | C     | Eugenio Matteoni   |
| -  | Italia (bandiera) | C     | Arturo Campagna    |

## Risultati

### Serie B

#### Girone di andata
| 14 settembre 1969 1ª giornata | Reggina | 0 – 0 | Cesena |  |

| 21 settembre 1969 2ª giornata | Reggina | 2 – 2 | Atalanta |  |

| 28 settembre 1969 3ª giornata | Pisa | 3 – 0 | Reggina |  |

| 22 settembre 1946 4ª giornata | Ternana | 2 – 0 | Reggina |  |

| 12 ottobre 1969 5ª giornata | Reggina | 0 – 0 | Mantova |  |

| 19 ottobre 1969 6ª giornata | Reggina | 2 – 0 | Monza |  |

| 26 ottobre 1969 7ª giornata | Piacenza | 0 – 3 | Reggina |  |

| 2 novembre 1969 8ª giornata | Perugia | 0 – 0 | Reggina |  |

| 16 novembre 1969 9ª giornata | Reggina | 3 – 0 | Arezzo |  |

| 23 novembre 1969 10ª giornata | Genoa | 1 – 3 | Reggina |  |

| 30 novembre 1969 11ª giornata | Reggina | 1 – 0 | Modena |  |

| 7 dicembre 1969 12ª giornata | Reggiana | 0 – 0 | Reggina |  |

| 14 dicembre 1969 13ª giornata | Reggina | 1 – 1 | Foggia |  |

| 21 dicembre 1969 14ª giornata | Reggina | 1 – 0 | Varese |  |

| 28 dicembre 1969 15ª giornata | Como | 2 – 2 | Reggina |  |

| 4 gennaio 1970 16ª giornata | Livorno | 0 – 1 | Reggina |  |

| 11 gennaio 1970 17ª giornata | Reggina | 1 – 0 | Taranto |  |

| 18 gennaio 1970 18ª giornata | Catanzaro | 2 – 0 | Reggina |  |

| 25 gennaio 1970 19ª giornata | Catania | 0 – 0 | Reggina |  |

#### Girone di ritorno
| 1º febbraio 1970 20ª giornata | Cesena | 2 – 2 | Reggina |  |

| 8 febbraio 1970 21ª giornata | Atalanta | 1 – 0 | Reggina |  |

| 15 febbraio 1970 22ª giornata | Reggina | 1 – 2 | Pisa |  |

| 22 febbraio 1970 23ª giornata | Reggina | 0 – 1 | Ternana |  |

| 1º marzo 1970 24ª giornata | Mantova | 1 – 2 | Reggina |  |

| 8 marzo 1970 25ª giornata | Monza | 2 – 0 | Reggina |  |

| 15 marzo 1970 26ª giornata | Reggina | 1 – 1 | Piacenza |  |

| 22 marzo 1970 27ª giornata | Reggina | 1 – 0 | Perugia |  |

| 5 aprile 1970 28ª giornata | Arezzo | 0 – 0 | Reggina |  |

| 12 aprile 1970 29ª giornata | Reggina | 1 – 0 | Genoa |  |

| 19 aprile 1970 30ª giornata | Modena | 1 – 1 | Reggina |  |

| 26 aprile 1970 31ª giornata | Reggina | 2 – 2 | Reggiana |  |

| 3 maggio 1970 32ª giornata | Foggia | 1 – 1 | Reggina |  |

| 10 maggio 1970 33ª giornata | Varese | 1 – 0 | Reggina |  |

| 17 maggio 1970 34ª giornata | Reggina | 1 – 0 | Como |  |

| 24 maggio 1970 35ª giornata | Reggina | 4 – 0 | Livorno |  |

| 31 maggio 1970 36ª giornata | Taranto | 3 – 1 | Reggina |  |

| 7 giugno 1970 37ª giornata | Reggina | 0 – 0 | Catanzaro |  |

| 14 giugno 1970 38ª giornata | Reggina | 1 – 3 | Catania |  |

## Statistiche

### Statistiche di squadra
| Competizione | Punti | In casa | In casa | In casa | In casa | In casa | In casa | In trasferta | In trasferta | In trasferta | In trasferta | In trasferta | In trasferta | Totale | Totale | Totale | Totale | Totale | Totale | DR |
| Competizione | Punti | G       | V       | N       | P       | Gf      | Gs      | G            | V            | N            | P            | Gf           | Gs           | G      | V      | N      | P      | Gf     | Gs     | DR |
| ------------ | ----- | ------- | ------- | ------- | ------- | ------- | ------- | ------------ | ------------ | ------------ | ------------ | ------------ | ------------ | ------ | ------ | ------ | ------ | ------ | ------ | -- |
| Serie B      | 41    | 19      | 9       | 7       | 3       | 23      | 12      | 19           | 4            | 8            | 7            | 16           | 22           | 38     | 13     | 15     | 10     | 39     | 34     | +5 |
| Coppa Italia | 3     | 2       | 1       | 1       | 0       | 4       | 1       | 1            | 0            | 0            | 1            | 0            | 1            | 3      | 1      | 1      | 1      | 4      | 2      | +2 |
| Totale       |       | 21      | 10      | 8       | 3       | 27      | 13      | 20           | 4            | 8            | 8            | 16           | 23           | 41     | 14     | 16     | 11     | 43     | 36     | +7 |

### Statistiche dei giocatori
| Giocatore    | Serie B  | Serie B | Coppa Italia | Coppa Italia | Totale   | Totale |
| Giocatore    | Presenze | Reti    | Presenze     | Reti         | Presenze | Reti   |
| ------------ | -------- | ------- | ------------ | ------------ | -------- | ------ |
| G. Bello     | 7        | 0       | 2            | 0            | 9        | 0      |
| A. Bongiorni | 6        | 1       | -            | -            | 6        | 1      |
| A. Campagna  | 3        | 0       | -            | -            | 3        | 0      |
| R. Capiotto  | 3        | 0       | -            | -            | 3        | 0      |
| C. Capogna   | 16       | 0       | 1            | 0            | 17       | 0      |
| G. Clerici   | 29       | 1       | 1            | 0            | 30       | 1      |
| F. Del Barba | 17       | 1       | -            | -            | 17       | 1      |
| B. Divina    | 36       | 0       | 3            | 0            | 39       | 0      |
| L. Ferrari   | 26       | -22     | 3            | -2           | 29       | -24    |
| F. Ferrario  | 2        | 0       | 2            | 1            | 4        | 1      |
| V. Florio    | 7        | 0       | -            | -            | 7        | 0      |
| D. Grossi    | 11       | 1       | -            | -            | 11       | 1      |
| G. Guizzo    | 1        | 0       | 1            | 0            | 2        | 0      |
| B. Jacoboni  | 14       | -12     | 1            | 0            | 15       | -12    |
| P. Lombardo  | 34       | 4       | 3            | 0            | 37       | 4      |
| E. Matteoni  | 6        | 0       | 1            | 0            | 7        | 0      |
| G. Perucconi | 35       | 6       | 2            | 1            | 37       | 7      |
| M. Pesce     | 21       | 0       | 3            | 0            | 24       | 0      |
| G. Pirola    | 36       | 6       | 3            | 0            | 39       | 6      |
| R. Sbano     | 6        | 0       | -            | -            | 6        | 0      |
| N. Sonetti   | 23       | 0       | 3            | 0            | 26       | 0      |
| F. Tacelli   | 35       | 0       | 3            | 0            | 38       | 0      |
| G. Toschi    | 34       | 7       | -            | -            | 34       | 7      |
| L. Vallongo  | 33       | 10      | 3            | 1            | 36       | 11     |